# Melanagromyza approximata
Melanagromyza approximata este o specie de muște din genul Melanagromyza, familia Agromyzidae, descrisă de Frost în anul 1936.
Este endemică în Guatemala. Conform Catalogue of Life specia Melanagromyza approximata nu are subspecii cunoscute.